# Lichfield
Lichfield je malé město a samostatná obec v anglickém hrabství Staffordshire. Je jednou ze sedmi samostatných obcí se statutem města v Anglii a nachází se 25 km na sever od Birminghamu a 200 km severozápadně od Londýna.
Lichfield je známý především svou katedrálou, která je netypická tím, že má tři věže, a jako rodiště Samuela Johnsona, autora prvního směrodatného Slovníku angličtiny (byl publikován 15. dubna 1755). Uchoval svůj význam jako církevní centrum, ale jeho průmyslový rozvoj je nepříliš velký. Centrum města si doposud zachovalo svůj historický ráz.

## Historie
Asi 5 km na jih od současného města se v minulosti nacházela vesnice Letocetum (z keltského označení pro ponurý les). Římané později v oblasti současné Watling Street postavili opevnění používané asi do roku 160, kdy bylo zničeno požárem. Historie města v následujících letech je nejasná. Historia Brittonum uvádí Lichfield jako jedno z 28 měst v době okolo roku 838.
První autentická zmínka o Lichfieldu se roku 669 objevuje v kronice Bedy Ctihodného, kde je Lichfield zmiňován jako Licidfelth. Pohřebiště králů Mercie, například krále Ceolreda roku 716, v katedrále zvýšilo prestiž města. Roku 786 papež Hadrián I., na žádost krále Mercie Offy, ustanovil město jako sídlo arcibiskupství, ale roku 803 bylo arcibiskupství přesunuto do Canterbury. Roku 1075 byla diecéze z Lichfieldu přesunuta do Chesteru a později do Coventry, ale roku 1148 byla znovu přemístěna do Lichfieldu.
Existují důkazy (zbytky chodníku poblíž gymnázia) o tom, že zde stál hrad již od doby Jindřicha I. Richard II. udělil svolení k založení cechu Svaté Marie a Svatého Jana Křtitele. Cech existoval jako místní vláda až do doby jeho zrušení Eduardem VI., který Lichfieldu udělil městská práva roku 1548.
Lichfield vyslal své zástupce do parlamentu roku 1304 a do několika následujících, ale pravidelnou reprezentaci měl Lichfield v parlamentu až od roku 1552. Podle povolení Jakuba I. byly určeny pro konání trhů čtvrtky a pátky. V současné době je o popeleční středě pořádán pouze malý trh připomínající středověkou tradici.
V době Anglické občanské války byl Lichfield rozdělen. Církevní hodnostáři soustředění v katedrále stranili králi zatímco měšťané stáli na straně parlamentaristů. Tato situace vedla k opevnění města, které se nacházelo na křižovatce zásobovacích tras. Katedrála byla v době války vážně poškozena. Později byla částečně opravena, především díky podpoře Karla II., jehož socha se nachází u jižní brány katedrály.
V 18. století bylo město významnou křižovatkou na hlavní trase na severozápad a do Irska. Bylo také důležitým intelektuálním centrem a domovem pro Samuela Johnsona, Davida Garicka, Erasma Davida a Annu Sevardovou (bylo označováno městem filozofů).

## Ekonomika
Bohatství Lichfieldu pocházelo především z toho, že bylo církevním centrem. Původní osada byla místem, kde se scházeli poutníci ke kapli svatého Chada. Tyto poutě trvaly až do reformace, kdy byl kostel zbořen.
Ve středověku byla hlavním zdrojem příjmů výroba vlněných látek. Existovala zde i kožedělná výroba. Pro okolí města bylo typické pastevectví.
V 18. století se město stalo rušnou obchodní křižovatkou ale jen s malým podílem průmyslové výroby. Hlavním zdrojem příjmů byly prostředky utržené od návštěvníků města. S příchodem železnice se význam města postupně snižoval. V 19. století se hlavním oborem stalo pivovarnictví.

## Správa
Lichfield je největším a nejlidnatějším městem v rámci správního celku Lichfieldského distriktu. Počet obyvatel distriktu dosáhl podle dat sčítání obyvatel z roku 2001 93 237 a samotné město má 27 900. Tato diference je dána tím, že do Lichfieldského distriktu byl začleněn Burntwood, který má počet obyvatel srovnatelný s Lichfieldem.
Správním orgánem distriktu je Rada distriktu Lichfield a status Lichfieldu samotného jako města se odráží v tom, že existuje Rada města Lichfieldu, která spravuje území asi 14 km².

## Doprava
Obě železniční stanice ve městě, Lichfield City a Lichfield Trent Valley, se nacházejí na Cross-City Line vedoucí do Redditchu a Birminghamu. Stanice Trent Valley se také nachází i na West Coast Main Line, s občasnými spoji do Londýna, a cesta do hlavního města trvá si 1 hodinu a 10 minut.

## Vzdělání
Studentské centrum Tamworth and Lichfield College se nachází na Friary a svou fakultu zde roku 1998 otevřela i Staffordshire University.
Mimo mnoha základních škol se Lichfieldu nachází i tři střední školy – Friary High School, King Edward VI School a Netherstowe High School. V rámci objektů katedrály se nachází soukromá střední škola – Cathedral School. Dalším vzdělávacím centrem je speciální škola pro děti s dyslexií na Abnalls Lane.

## Sport
Fotbal je ve městě reprezentován klubem Lichfield City F.C. V Lichfieldu působí, u silnice na Whittington, aktivní ragbyový klub. Spolupracuje s Friary School a King Edward VI School na výchově sportovních talentů, kteří tvoří základnu pro klub dospělých. Lichfieldský kriketový sportovní klub bývá označován podle katedrály – Three Spires (tři věže).

## Turistické atrakce
Lichfieldská katedrála je jedinou středověkou anglickou katedrálou, která se může pochlubit třemi věžemi. Výstavba současné budovy byla zahájena roku 1195. Dokončena byla roku 1330 a nahradila původní normanskou stavbu, jejíž stavba byla zahájena roku 1085 a která stála na místě dvou předchozích saských budov ze 7. století. V sousedství katedrály se nachází další církevní stavby – biskupský palác (postaven roku 1687) a teologická kolej (postavená roku 1837).
St. John's – tudorovská hospoda se sedmi vysokými komíny. Byla postavena za hradbami města pro přenocování pocestných, kteří dorazili k branám města po jejich zavření. V současnosti je domovem pro přestárlé občany města.
Muzeum Samuela Johnsona – muzeum zachycující život a dílo autora Anglického slovníku. Sochy připomínající jeho osoby jsou instalovány na Market Square.
Christ Church – výjimečný příklad viktoriánské církevní architektury. Byl postaven roku 1847 .
George Hotel na ulici Bird Street, pochází z roku 1707 a obsahuje mnoho architektonických zvláštností.